# Liroetoides
Liroetoides là một chi bọ cánh cứng trong họ Chrysomelidae.
Chi này được miêu tả khoa học năm 1989 bởi Kimoto.

## Các loài
Chi này gồm các loài:
- Liroetoides fulvus Kimoto, 1989